# Gwrin Farfdrwch
Gwrin Farfdrwch fut le roi de Meirionydd, un des sous-royaumes les plus importants du Gwynedd autour de la décennie 530. 

## Histoire
On ne connaît rien de sa vie, toutefois ce petit-fils de Meirion est un contemporain de Maelgwn Gwynedd.C'est à l'époque de Gwrin que saint Cadfan vient dans le Pays de Galles et établit des églises à Tywyn et Bardsey. Il épouse enfin Marchell une fille de Brychan et son fils est Glinoth ou Clydno  parfois identifié au mythique Gwyddno Garanhir.

## Légende
Gwrin Farfdrwch est le souverain historique identifié avec le roi légendaire de Bretagne  « Gurguint Barbtruc »  fils de Belin évoqué par Geoffroy de Monmouth bien qu'il le déplace faussement vers 300 avant Jésus-Christ.